# Biatorella
Biatorella är ett släkte av lavar. Biatorella ingår i familjen Biatorellaceae, ordningen Lecanorales, klassen Lecanoromycetes, divisionen sporsäcksvampar och riket svampar.
| Biatorella | \| \| Biatorella hemisphaerica \| \| \| \| |
|            | \| \| Biatorella hemisphaerica \| \| \| \| |
|            | Biatorella hemisphaerica                   |
|            |                                            |

|  | Biatorella hemisphaerica |
|  |                          |